# ناديجدا بروملي
ناديجدا بروملي (بالروسية: Бромлей, Надежда Николаевна)‏ (17 أبريل 1884، موسكو في روسيا - 25 مايو 1966، سانت بطرسبرغ في روسيا)؛ مؤلِّفة، كاتِبة ومُخرجة مسرحية، ممثلة وشاعرة روسية-سوفيتية. درست في الجامعة الروسية للفنون المسرحية.